# Дитрих II фон Изенберг-Лимбург
Дитрих II фон Изенберг-Лимбург (на немски: Dietrich II von Isenberg-Limburg; * пр. 1272; † между 4 юли 1327 и 22 март 1328) от фамилията Изенберг и графовете на Алтена и Изенберг е граф на Изенберг-Лимбург и господар на Щирум.

## Произход
Той е първият син на граф Йохан фон Изенберг-Лимбург († 1277) и съпругата му Агнес фон Вилденберг († 1271), дъщеря на Герхард фон Вилденбург-Хелпенщайн († сл. 1276) и Алайдис фон Хелпенщайн († 1309). Брат му Фридрих († 1321) е каноник в Кьолн.

## Фамилия
Първи брак: с Бертрадис фон Гьотерсвик († сл. 1300), дъщеря на Евервин II фон Гьотерсвик († сл. 1280) и Берта ван Беек-Книп († пр. 1295). Те имат четири деца:
- Йохан фон Лимбург-Щирум († 1364), граф на Лимбург, господар на Щирум, женен I. пр. 28 февруари 1282 г. за Уда фон Равенсберг († 1313), II. 1318/1319 г. за Маргарета фон Ахаус († сл. 1333)
- Дитрих II фон Лимбург-Щирум († ок. 1368), господар на Щирум, женен за Кунигунда фон Ландсберг († сл. 1383)
- Агнес († сл. 1342), омъжена за Егберт фон Алмело († 1337/1338)
- Гунда, омъжена ок. 1301 г. за Хайнрих Волф фон Людингхаузен († 1330)

Втори брак: през 1265 г. с Лиза фон Витгенщайн?. Бракът е бездетен.
От трета връзка той има син:
- Валрам фон Хердеке, женен за Фиге